# هيرانو-كو
هيرانو-كو (باليابانية: 平野区) هو حي في اليابان، يقع في أوساكا، بلغ عدد سكانه 194,955 نسمة وذلك حسب إحصائيات سنة 2017، تبلغ مساحته 15.30 كيلومتر مربع.